# فلورنس اوونز تامسون
فلورنس اُوِنز تامسون (به انگلیسی: Florence Owens Thompson) (۱سپتامبر، ۱۹۰۳ – ۱۶ سپتامبر ۱۹۸۳), متولد شده با نام فلورنس لنا کریستی (به انگلیسی: Florence Leona Christie)، شخصی بود که سوژه‌ی عکاسی مشهور دوروتیا لنگ یعنی مادر مهاجر (به انگلیسی: Migrant Mother) قرار گرفت و به یک نماد فرهنگی دوران رکود بزرگ و داست‌بول تبدیل شد. کتابخانه کنگره تصویر مادر مهاجر را اینگونه تشریح می‌کند: «یک نخود جمع‌کن بی‌بضاعت در کالیفرنیا، مادر هفت فرزند، سی‌ودو ساله، نیمپو، کالیفرنیا».

## تصاویر دیگر
لنگ در آن روز شش تصویر عکاسی کرد که پنج‌تای دیگر این تصاویر هستند: